# Tabella dei profeti delle religioni abramitiche

Le quattro religioni abramitiche principali.

Questa è la lista dei profeti (alle volte chiamati "messaggeri" o "messia") delle religioni abramitiche:

## Tavola generale dei profeti abramitici
| Profeta \ Religione | Numero di religioni condivise | Ebraismo                                  | Samaritanesimo | Cristianesimo (con Mormonismo e Avventismo)          | Mandeismo      | Islam (con Ahmadiyya) (vedere: profeti dell'islam) | Drusismo     | Bahaismo                      | Rastafarianesimo |
| --- | ----------------------------- | ----------------------------------------- | -------------- | ---------------------------------------------------- | -------------- | -------------------------------------------------- | ------------ | ----------------------------- | ---------------- |
| Abramo | 7                             | V                                         | ʾǍbrǎʾm        | V                                                    | -              | ʾIbrāhīm                                           | ʾIbrāhīm     | Ibráhím                       | V                |
| Giacobbe | 7                             | V                                         | Yå̄ːqob         | V                                                    | -              | Yaqub                                              | Yaʾqob       | Yaqúb                         | V                |
| Mosè | 7                             | V                                         | Moše           | V                                                    | -              | Musa                                               | Mūsā         | Musá                          | V                |
| Aronne | 6                             | V                                         | Årron          | V                                                    | -              | Harun                                              | -            | Harún                         | V                |
| Adamo | 6                             | -                                         | ʾĀ̊dā̊m          | V                                                    | V              | ʾĀdam                                              | ʾĀdam        | Ádam                          | -                |
| Elia | 6                             | V                                         | -              | V                                                    | -              | Ilyas                                              | Al-Khidr     | Élyás                         | Ellijah          |
| Ermete Trismegisto (o Enoch) | 6                             | -                                         | ʾĪnūḵ          | Enoch                                                | -              | Idris                                              | ʾAḵnūḵ       | Edrís                         | Enoch            |
| Giobbe | 6                             | V                                         | -              | V                                                    | -              | Ayub                                               | Ayyūb        | Ayyúb                         | V                |
| Giovanni Battista | 6                             | -                                         | -              | V                                                    | Yuhana Maṣbana | Yaḥyā ibn Zakariyā                                 | Al-Khidr     | Yúna                          | V                |
| Giuseppe | 6                             | V                                         | Yūsef          | V                                                    | -              | Yusuf                                              | -            | Yusúf                         | V                |
| Isacco | 6                             | V                                         | Yēṣʾåq         | V                                                    | -              | ʾIsḥāq                                             | -            | Isháq                         | V                |
| Noè | 6                             | -                                         | Nā̊ʾ            | V                                                    | Nú             | Nuh                                                | Nuh          | Núh                           | -                |
| Salomone | 6                             | V (come "Re")                             | -              | (controversia)                                       | -              | Sulayman                                           | Sulaymān     | Sulaymān                      | V                |
| Davide | 5                             | V (come "Re")                             | -              | V                                                    | -              | Dawud                                              | -            | "David"                       | V                |
| Ezechiele | 5                             | V                                         | -              | V                                                    | -              | Dhu l-Kifl                                         | -            | Za'l Kifl                     | V                |
| Geremia | 5                             | V                                         | -              | V                                                    | -              | Irmiyā                                             | -            | Ermíya                        | V                |
| Gesù | 5                             | (menzionato)                              | -              | Gesù Cristo                                          | -              | ʿĪsā ibn Maryam ("Gesù, figlio di Maria")          | Isā          | V                             | V                |
| Giona | 5                             | V                                         | -              | V                                                    | -              | Yunus                                              | -            | Yunus                         | V                |
| Isaia | 5                             | V                                         | -              | V                                                    | -              | Ishaʻyā'                                           | -            | Íshiya                        | V                |
| Abacuc | 4                             | V                                         | -              | V                                                    | -              | Ḥabaqūq                                            | -            | -                             | V                |
| Daniele | 4                             | -                                         | -              | V                                                    | -              | Dānyāl                                             | -            | Danyál                        | V                |
| Eliseo | 4                             | V                                         | -              | V                                                    | -              | al-Yasa                                            | -            | -                             | V                |
| Gioele | 4                             | V                                         | -              | V                                                    | -              | -                                                  | -            | Yu'íl                         | V                |
| Giosuè | 4                             | V                                         | Yēʾūša         | V                                                    | -              | Yusha (controversia)                               | -            | -                             | -                |
| Ietro | 4                             | -                                         | -              | V                                                    | -              | Shoaib                                             | Shuʿayb      | Shu'ayb                       | -                |
| Ismaele | 4                             | -                                         | Yišmaʿʾēl      | V                                                    | -              | Ismā'īl                                            | -            | Ismá‘íl                       | -                |
| Miriam | 4                             | V                                         | Maryåm         | V                                                    | -              | -                                                  | -            | -                             | V                |
| Samuele | 4                             | V                                         | -              | V                                                    | -              | Syamuil                                            | -            | -                             | V                |
| Set | 4                             | -                                         | Šåt            | V                                                    | Šītil          | Šīṯ                                                | -            | -                             | -                |
| Zaccaria | 4                             | Zekaryah                                  | -              | V                                                    | -              | -                                                  | -            | V                             | Zechariah        |
| Achia (il Silonita) | 3                             | Ahijah HaShiloni                          | -              | Ahijah HaShiloni                                     | -              | -                                                  | -            | -                             | Ahijah HaShiloni |
| Aggeo (o Haggai) | 3                             | V                                         | -              | V                                                    | -              | -                                                  | -            | -                             | V                |
| Azaria (profeta) | 3                             | V                                         | -              | V                                                    | -              | -                                                  | -            | -                             | V                |
| Baruc (o Bārūḵ ben Nərīyā) | 3                             | V                                         | -              | V                                                    | -              | -                                                  | -            | -                             | V                |
| Debora | 3                             | V                                         | -              | V                                                    | -              | -                                                  | -            | -                             | V                |
| Eldad e Medad | 3                             | V                                         | Ildåd - Mūdåd  | V                                                    | -              | -                                                  | -            | -                             | -                |
| Eliezer | 3                             | V                                         | -              | V                                                    | -              | -                                                  | -            | -                             | V                |
| Esdra | 3                             | (solo nella penisola arabica, in passato) | -              | V                                                    | -              | ʿUzayr                                             | -            | -                             | -                |
| Gad (profeta) | 3                             | V                                         | -              | V                                                    | -              | -                                                  | -            | -                             | V                |
| Hud | 3                             | -                                         | Eber           | -                                                    | -              | Hud                                                | -            | Húd                           | -                |
| Jahaziel (profeta) | 3                             | V                                         | -              | V                                                    | -              | -                                                  | -            | -                             | V                |
| Jehu (profeta) | 3                             | V                                         | -              | V                                                    | -              | -                                                  | -            | -                             | V                |
| Iddo | 3                             | V                                         | -              | V                                                    | -              | -                                                  | -            | -                             | V                |
| Lot | 3                             | -                                         | -              | V                                                    | -              | Lut                                                | -            | Lúta                          | -                |
| Malachia | 3                             | V                                         | -              | V                                                    | -              | -                                                  | -            | -                             | V                |
| Maometto (o Muhammad) | 3                             | -                                         | -              | -                                                    | -              | V                                                  | V            | V                             | -                |
| Michea (profeta) | 3                             | V                                         | -              | V                                                    | -              | -                                                  | -            | -                             | V                |
| Natan | 3                             | V                                         | -              | V                                                    | -              | -                                                  | -            | -                             | V                |
| Naum | 3                             | V                                         | -              | V                                                    | -              | -                                                  | -            | -                             | V                |
| Neriah (profeta) | 3                             | V                                         | -              | V                                                    | -              | -                                                  | -            | -                             | V                |
| Oded (profeta) | 3                             | V                                         | -              | V                                                    | -              | -                                                  | -            | -                             | V                |
| Osea | 3                             | Hosea                                     | -              | V                                                    | -              | -                                                  | -            | -                             | Horsea           |
| Rut | 3                             | V                                         | -              | V                                                    | -              | -                                                  | -            | -                             | V                |
| Salih | 3                             | -                                         | Šīlå           | -                                                    | -              | Saleh                                              | -            | Sálih                         | -                |
| Shemaiah (profeta) | 3                             | V                                         | -              | V                                                    | -              | -                                                  | -            | -                             | V                |
| Seraiah (profeta) | 3                             | V                                         | -              | V                                                    | -              | -                                                  | -            | -                             | V                |
| Sofonia | 3                             | Zephaniah                                 | -              | V                                                    | -              | -                                                  | -            | -                             | Zephaniah        |
| Uriah (profeta) | 3                             | V                                         | -              | V                                                    | -              | -                                                  | -            | -                             | V                |
| Zaccaria | 3                             | -                                         | -              | V                                                    | -              | Zakariyya                                          | -            | -                             | V                |
| Abdia (o Obadiah) | 2                             | V                                         | -              | -                                                    | -              | -                                                  | -            | -                             | V                |
| Abele | 2                             | -                                         | -              | V                                                    | -              | Hābīl                                              | -            | -                             | -                |
| Al-Khidr | 2                             | -                                         | -              | -                                                    | -              | V (controversia)                                   | San Giorgio  | -                             | -                |
| Alessandro Magno | 2                             | -                                         | -              | -                                                    | -              | Dhu al-Qarnayn (controversia)                      | al-ʾIskandar | -                             | -                |
| Amos | 2                             | V                                         | -              | -                                                    | -              | -                                                  | -            | -                             | V                |
| Buddha | 2                             | -                                         | -              | -                                                    | -              | O (solo Ahmadiyya)                                 | -            | Búdá                          | -                |
| Culda (o Huldah) | 2                             | V                                         | -              | -                                                    | -              | -                                                  | -            | -                             | V                |
| Elihu (profeta) | 2                             | ’Elihu                                    | -              | V                                                    | -              | -                                                  | -            | -                             | -                |
| Ester | 2                             | V                                         | -              | V                                                    | -              | -                                                  | -            | -                             | -                |
| Fineas | 2                             | V                                         | -              | V                                                    | -              | -                                                  | -            | -                             | -                |
| Gedeone | 2                             | V                                         | -              | O (solo Chiesa ortodossa e Chiesa apostolica armena) | -              | -                                                  | -            | -                             | -                |
| Giovanni di Patmos (o Giovanni l'evangelista) | 2                             | -                                         | -              | O (tranne che Chiesa ortodossa siriaca)              | -              | -                                                  | -            | -                             | V                |
| Hanani (profeta) | 2                             | V                                         | -              | -                                                    | -              | -                                                  | -            | -                             | V                |
| Krishna | 2                             | -                                         | -              | -                                                    | -              | O (solo Ahmadiyya)                                 | -            | Vāsudeva (o Krishna-Vāsudeva) | -                |
| Maria | 2                             | -                                         | -              | V (controversia)                                     | -              | Maryam bint 'Imran ("Maria figlia di 'Imran")      | -            | -                             | -                |
| Micaiah (profeta) | 2                             | V                                         | -              | -                                                    | -              | -                                                  | -            | -                             | V                |
| Sara | 2                             | V                                         | -              | -                                                    | -              | -                                                  | Sāra         | -                             | -                |
| Sem | 2                             | -                                         | Šēm            | -                                                    | Sam            | -                                                  | -            | -                             | -                |
| Zarathustra | 2                             | -                                         | -              | -                                                    | -              | O (solo Ahmadiyya)                                 | -            | V                             | -                |
| Profeti della Manifestazione di Dio: - "Profeta dei sabaeni" - Deganawida - Báb - Bahá'u'lláh | 1                             | -                                         | -              | -                                                    | -              | -                                                  | -            | V                             | -                |
| I profeti del Libro di Mormon, tra cui: - Mormon - Joseph Smith | 1                             | -                                         | -              | O (solo il Mormonismo)                               | -              | -                                                  | -            | -                             | -                |
| I profeti del Drusismo, (a gruppi di 5) 1° GRUPPO - Pitagora - Platone - Aristotele - Parmenide - Empedocle 2° GRUPPO - Gesù Cristo - Giovanni Battista - San Matteo - San Marco - San Luca 3° GRUPPO - Hamza ibn Ali - Muḥammad ibn Wahb al-Qurashī - Abū'l-Khayr Salama ibn Abd al-Wahhab al-Samurri - Ismāʿīl ibn Muḥammad at-Tamīmī - Baha al-Din al-Muqtana | 1                             | -                                         | -              | -                                                    | -              | -                                                  | V            | -                             | -                |
| Akhenaton | 1                             | -                                         | -              | -                                                    | -              | -                                                  | Ākhnātūn     | -                             | -                |
| Democrate (filosofo) | 1                             | -                                         | -              | -                                                    | -              | -                                                  | V            | -                             | -                |
| Plotino | 1                             | -                                         | -              | -                                                    | -              | -                                                  | V            | -                             | -                |
| Zabulon | 1                             | -                                         | -              | -                                                    | -              | -                                                  | Sabalān      | -                             | -                |
| Confucio | 1                             | -                                         | -              | -                                                    | -              | O (solo Ahmadiyya)                                 | -            | -                             | -                |
| Elijah Muhammad | 1                             | -                                         | -              | -                                                    | -              | O (solo Nation of Islam)                           | -            | -                             | -                |
| Mirza Ghulam Ahmad | 1                             | -                                         | -              | -                                                    | -              | O (solo Ahmadiyya: Messia)                         | -            | -                             | -                |
| Noble Drew Ali | 1                             | -                                         | -              | -                                                    | -              | O (solo Moorish Science Temple of America)         | -            | -                             | -                |
| Hailé Selassié | 1                             | -                                         | -              | -                                                    | -              | -                                                  | -            | -                             | V                |
| Marcus Garvey | 1                             | -                                         | -              | -                                                    | -              | -                                                  | -            | -                             | V                |
| Vernon Carrington (o Gad) | 1                             | -                                         | -              | -                                                    | -              | -                                                  | -            | -                             | V                |
| Profeti degli israeliti-samaritani: - Măʾllēləl - Yărăd - Mətušā̊ːlaʾ - Ləmēk - ʾArpakšā̊d - Pălăg - Rəʿu - Šărūg - Nāʾūr - Tărăʾ - Lībi - ʾÅmrām - Kīlåb - Mårqe | 1                             | -                                         | V              | -                                                    | -              | -                                                  | -            | -                             | -                |

## Criteri della tabella
- Sono indicati solo i profeti ufficiali delle varie religioni abramitiche (e relative sottoreligioni);
- La tabella è ordinata partendo dai profeti più condivisi in ordine decrescente di condivisione; a parità di numero di religioni condivise, si procede in ordine alfabetico.
- Le colonne della tabella sono ordinate secondo l'ordine cronologico di fondazione delle religioni secondo la storiografia consolidata.

### Legenda
| Legenda:                                            | Visualizzazione cella:                              |
| --------------------------------------------------- | --------------------------------------------------- |
| Profeta principale / Messia / "sigillo dei profeti" | V / (nome locale)                                   |
| Profeta condiviso:                                  | V / (nome locale)                                   |
| Profeta di una sottoreligione:                      | O (con indicata la sottoreligione in stile corsivo) |
| Status di profeta controverso / dibattito in corso: | (controversia)                                      |
| Profeta non condiviso                               | -                                                   |